# Атлантичний період
Атлантичний період — найтепліший і найвологіший період голоцену Північної Європи згідно з класифікацією Блітта-Сернандера. Клімат в цей час був загалом теплішим за сучасний. Йому передував бореальний період, коли клімат був схожий на нинішній, а за ним слідував суббореальний період, перехідний до сучасного.
Будучи найспекотнішим періодом голоцену, атлантичний період часто позначається як голоценовий кліматичний оптимум. У північній Африці атлантичному періоду приблизно відповідав неолітичний субплювіал.

## Датування

### Суперечливість хронологічних меж
Атлантичний період відповідає пилковій зоні VII. Іноді виділяється доатлантичний або ранній атлантичний період на підставі раннього різкого похолодання. Інші вчені відносять атлантичний період до часу після зазначеного різкого похолодання, і відносять останнє до передувавшего бореального періоду. Дискусія з приводу хронологічних меж атлантичного періоду ще не завершена.

### Початок атлантичного періоду
Питання про початок атлантичного періоду пов'язаний з критеріями його визначення.
На підставі температур, отриманих за зразками льодовикового щита Ґренландії, можна датувати початок раннього атлантичного або доатлантичного періоду близько 8040 до н. е.., де лінія ізотопу 18 знаходиться на рівні 33 ппм на комбінованій кривій,  що закінчилося відомим похолоданням 6200 р. до н. е. .
Можна також визначити єдиний атлантичний період, починаючи з зазначеного похолодання.
Виходячи з критерію рівня озер, Кулькова тощо визначають атлантичний період в межах 8000 - 5000 років тому. Ранній атлантичний період, AT1, був періодом високого рівня озер, 8000-7000 років тому; в середній атлантичний період, AT2, рівень озер був низьким, 7000-6500; а в пізній атлантичний період I, 6500-6000, і II, 6000 - 5700, рівні озер знову стали підвищуватися. Для кожного з субперіоду спостерігається власне характерне співвідношення біологічних видів.

### Аномалії
В результаті танення льодовиків на Північному полюсі у 6200 р. стався масовий сток холодної води в Атлантику, який призвів до різкого похолодання, підвищенню рівня Середземного моря і розширенню Чорного моря. Близько 100 років по тому продовженням цього процесу був масовий обвал в Скандинавії, відомий як Стурегга, що призвів до зникнення Доггерланду.

### Закінчення атлантичного періоду
Вкрай складно визначити межу закінчення періоду в прив'язці тільки до критерію льодовикової кори, оскільки вимірювання все ще дають занадто великий розкид показників, і узгодження даних від різних дослідників ще не завершено. Багато хто вважає, що значне падіння температури відбулось після 4800 до н. е..
Ще одним критерієм є біологічна стратиграфія: скорочення території розповсюдження в'яза. Воно помітно в різних регіонах в період між 4300 і 3100 рр.. до н. е..

## Характеристика
Атлантичний період був часом підйому температури і морської трансгресії, зокрема, в околицях сучасної Данії (затоплення Доггерланду). До кінця періоду море піднялося на 3 метри вище нинішнього. Виявлені на узбережжі Данії устриці потребували низькосолоної води. Мали місце припливи висотою до 1 метра. Рівень внутрішніх озер по всій Європі був в цілому вище сучасного, з флуктуаціями.
На місці замкнутого Анцилового озера в результаті танення льодовиків утворюється відкрите Літоринове море , межі якого все ще відрізнялися від сьогоденного Балтійського моря.
Підйом температури привів до розширення південної кліматичної зони на північ за відносно короткий час. Межі росту дерев на північних горах піднялися з 600 до 900 метрів. Теплолюбні види мігрували на північ, вони не витіснили місцеві види, але змінили на свою користь процентне співвідношення рослинності. У центральній Європі бореальні ліси були витіснені листяними, які хоч і мали густіший полог, були в той же час рідкіснішими в основі.
У 2005 р. Ф. Вера (F. Vera) оскаржив теорію густого полога. Як він вказував, дуб і ліщина вимагають більше світла, чим забезпечує густий полог. Вера припускає, що низини були відкритішими, а низька частота трав'яний пилку була викликана тим, що її поїдали великі травоїдні, такі, як тур і дикий кінь.

### Флора
Під час атлантичного періоду помірні листяні ліси південної і центральної Європи поширилися на північ, де витіснили бореальний мішаний ліс, який зберігся на гірських схилах. На території Данії були поширені омела, водяний горіх і плющ. Кількість трав'яного пилку знизилося. Ліси з м'якої деревини були витіснені твердодревесними. Дуб, липа (серцелиста і широколиста), бук, ліщина, в'яз, вільха і ясен відтіснили березу і сосну, поширившись з півдня на північ. З цієї причини іноді атлантичний період називають «періодом вільхи, в'яза і вапна».
На північному сході Європи ранній атлантичний ліс зазнав лише незначного впливу температурних чинників. Ліс в цих регіонах продовжував бути сосновим, тоді як підлісок становили ліщина, вільха, береза та верба. Лише близько 7% лісу становили широколистяні рослини - фактично їх рівень впав до бореального в ході похолодання в середньому атлантичному періоді. Під час теплішого пізнього атлантичного періоду широколистяні ліси склали 34% від усього лісу.
Уздовж Дунаю і Рейну і далі на північ уздовж їх приток, на ліси вплинув людський фактор: прихід зі сходу носіїв лінійно-стрічкової кераміки, які розчищали від лісу землі, придатні для ріллі, використовуючи підсічно-вогневий метод. Ця культура процвітала близько 5500-4500 рр.. до н. е.., тобто цілком в межах атлантичного періоду.
До кінця атлантичного періоду орні і пасовищні землі поширилися на більшій частині Європи, і колись незаймані ліси перетворилися на окремі лісові фрагменти. Кінець атлантичного періоду відзначається різким скороченням території розповсюдження пилку в'язу, що розглядається як результат людського виробництва продуктів. У наступний холодніший суббореальний період, лісиста місцевість знову стала поступатися місцем відкритому ландшафту.

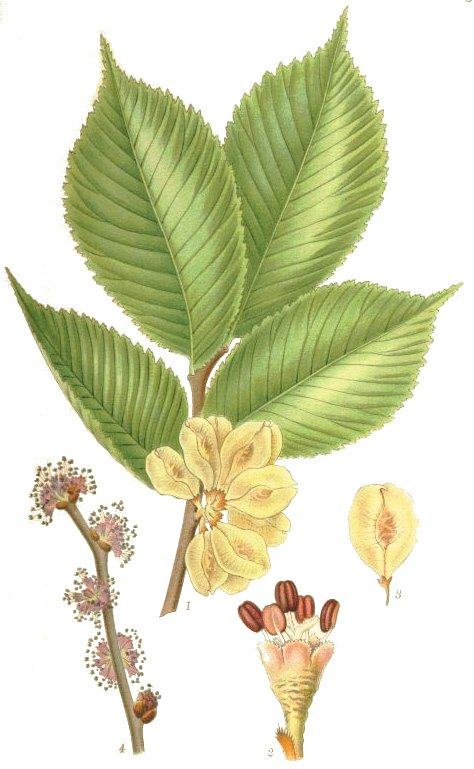
Ulmus glabra
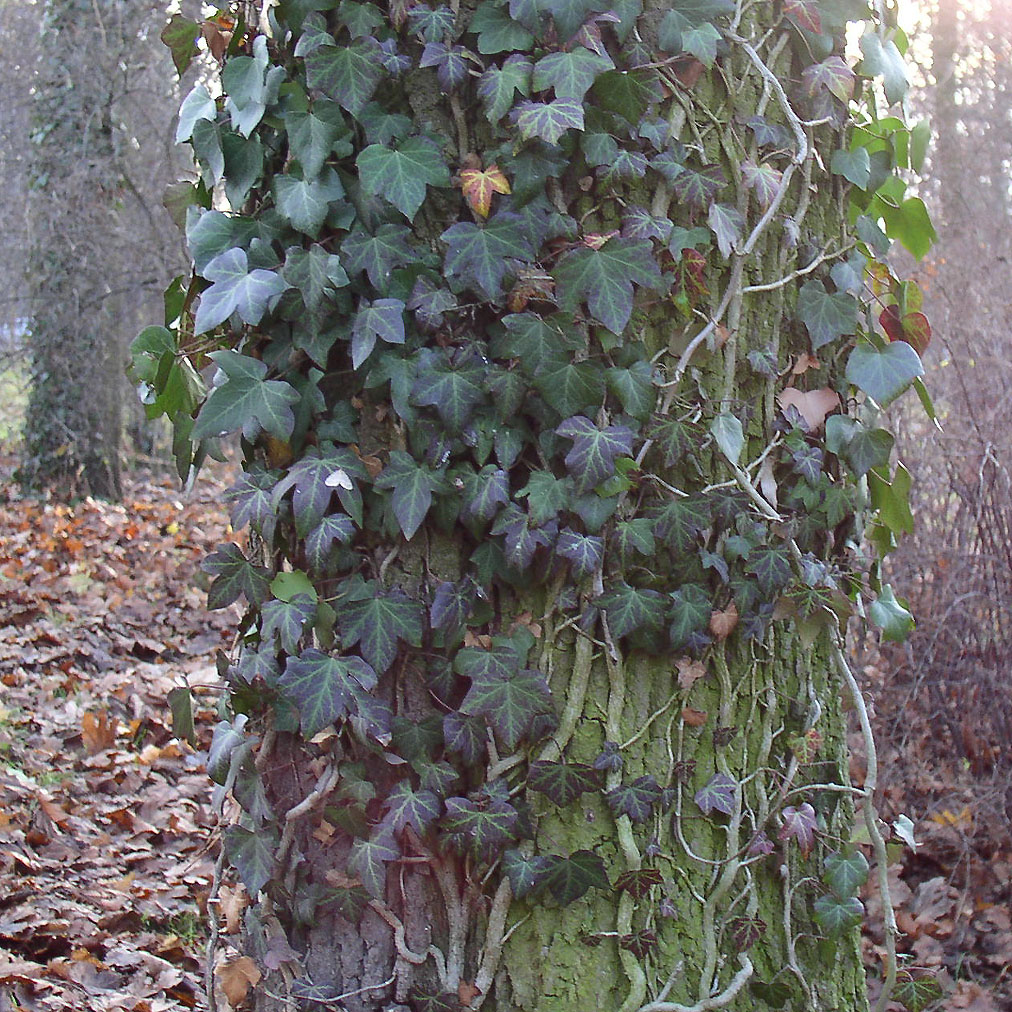
Hedera helix
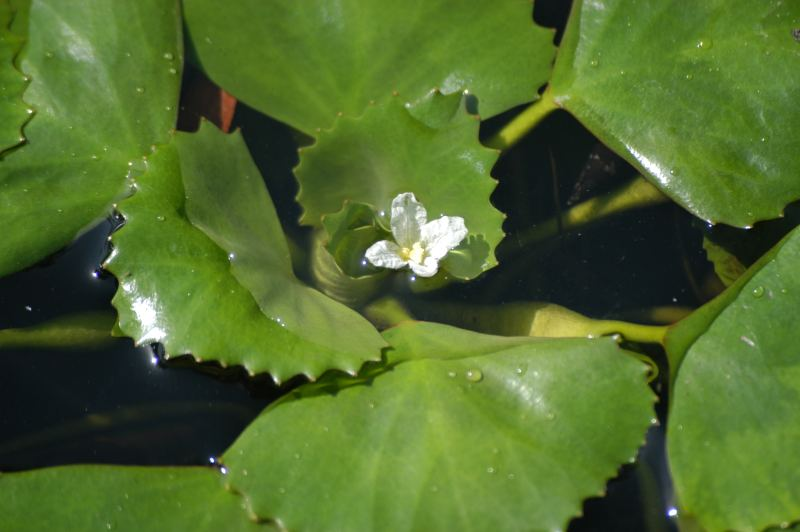
Trapa natans
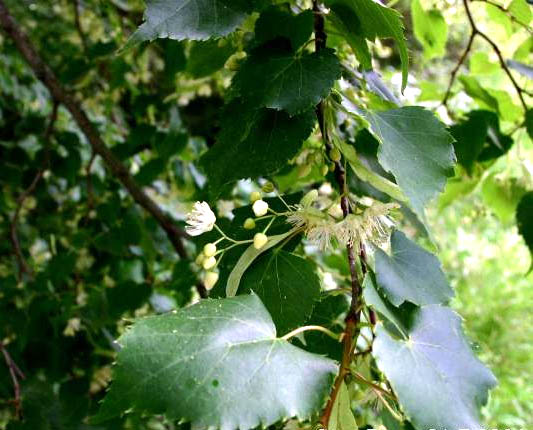
Tilia cordata
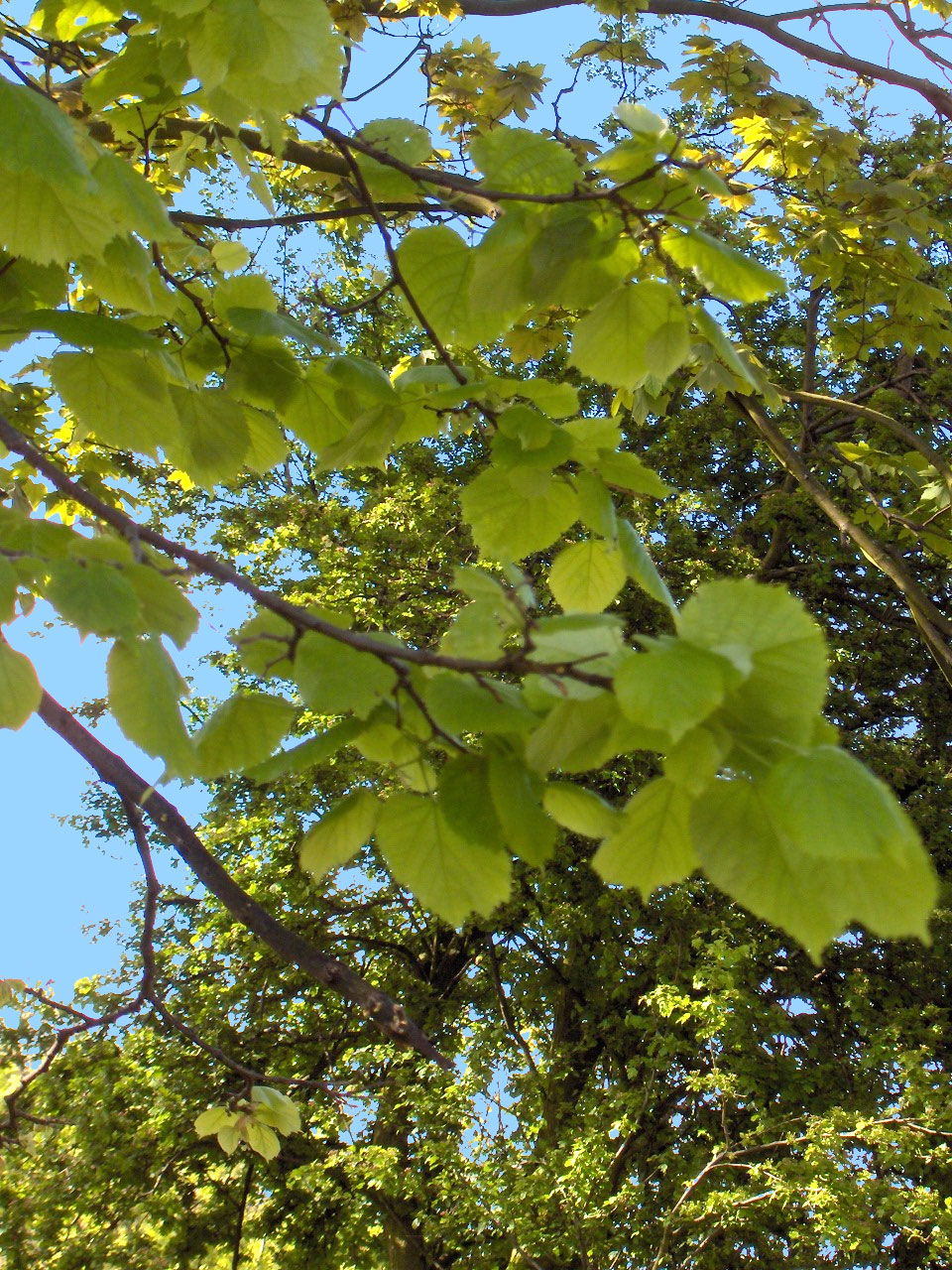
Tilia platyphyllos
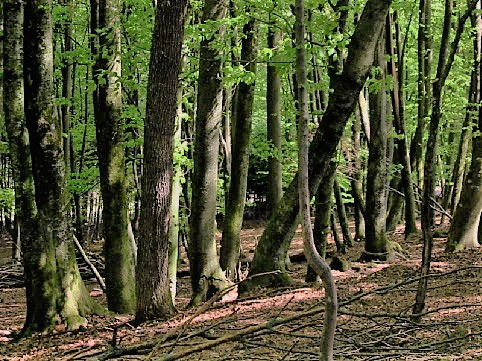
Буковий ліс, Словенія
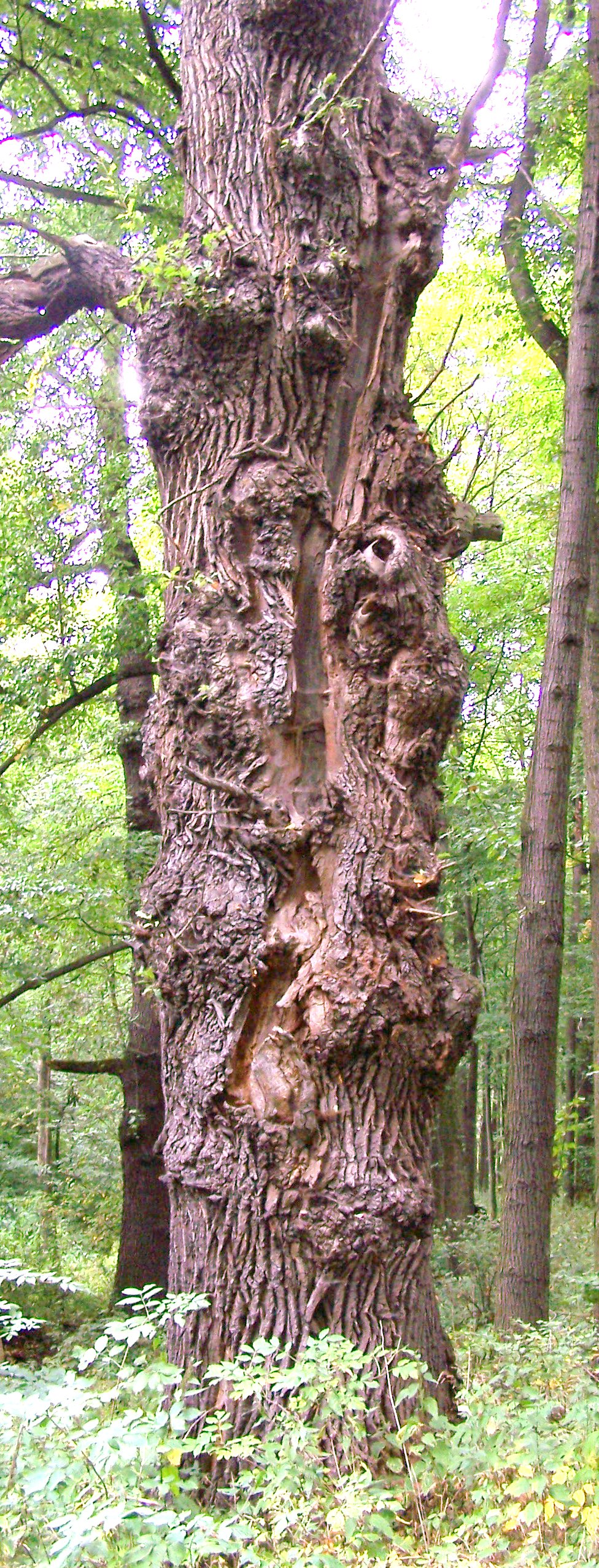
Дуб, пошкоджений блискавкою
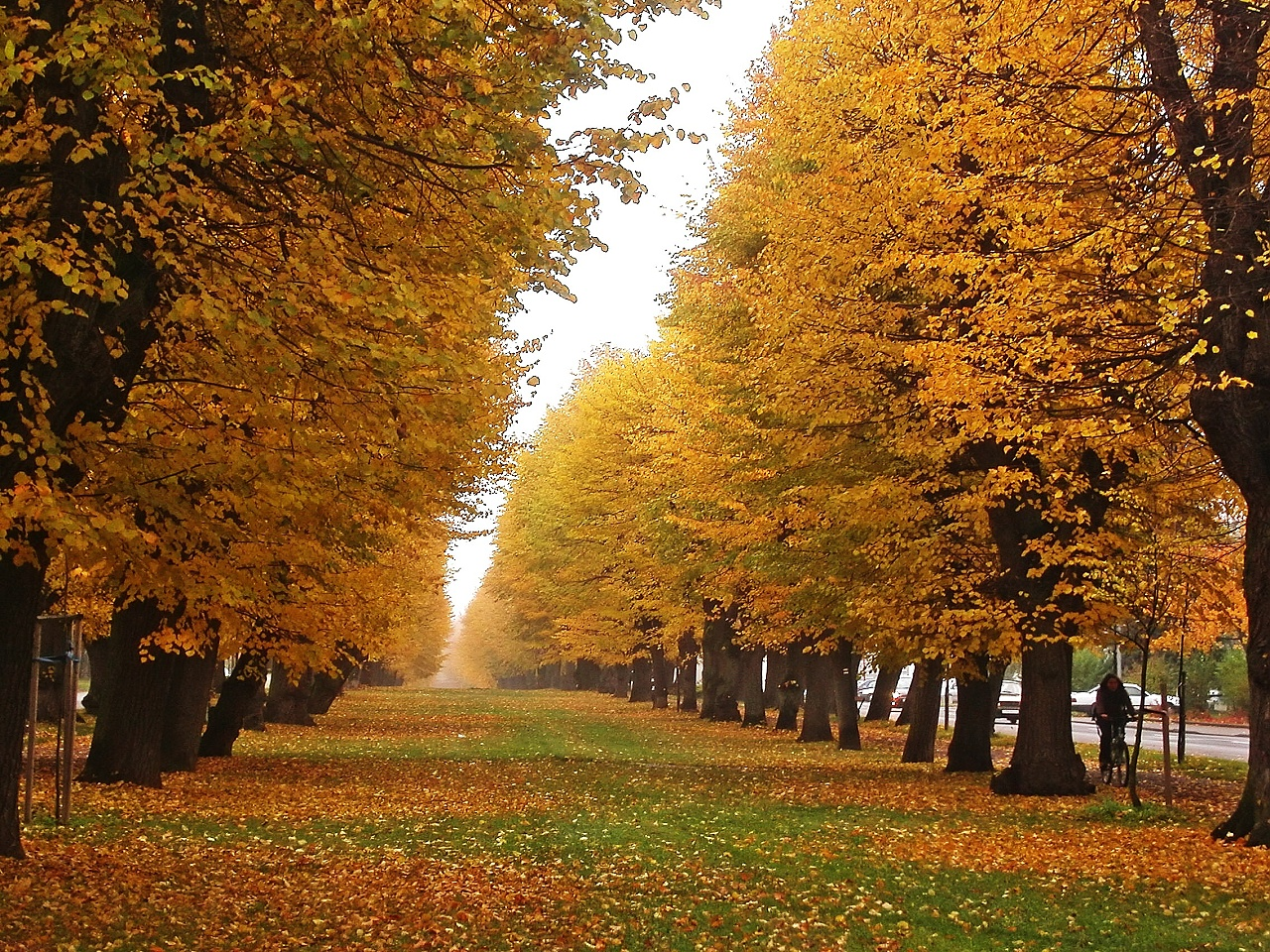
Ліпи (Чехія, алея Валленштейна)

### Фауна

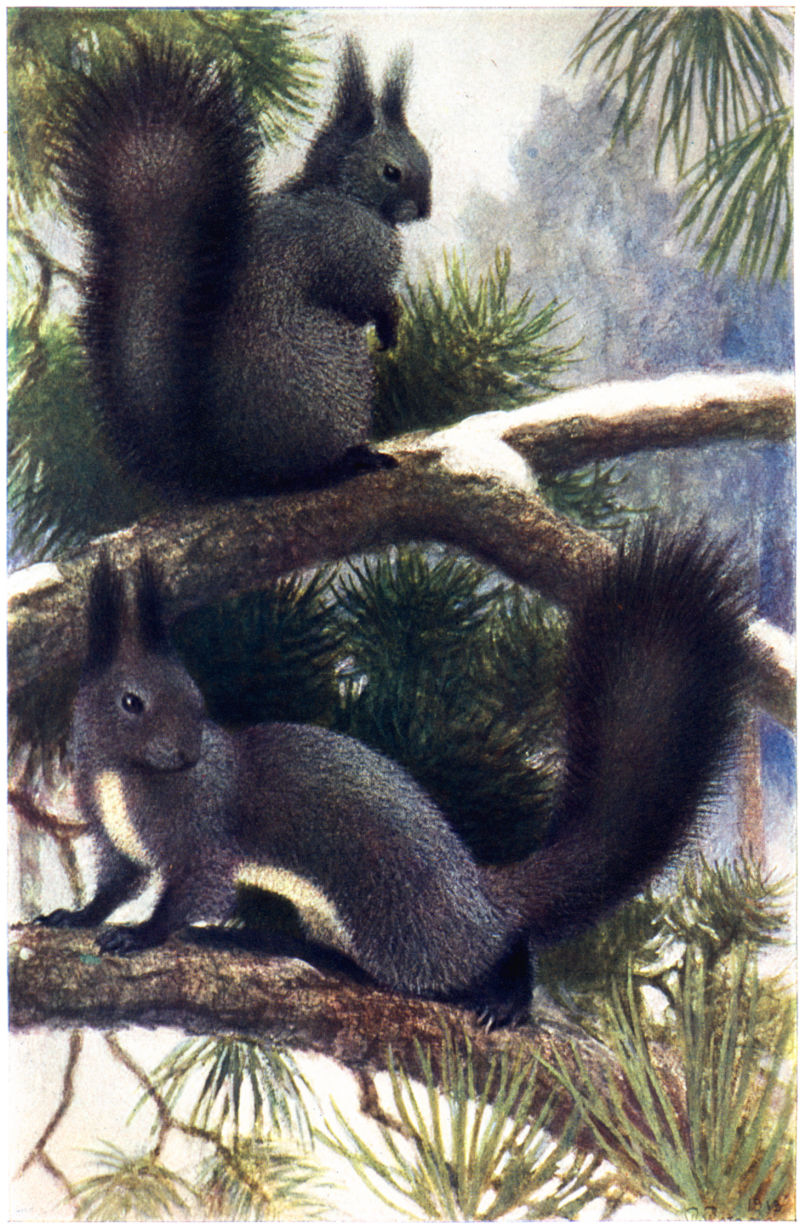
Sciurus vulgaris

Найяскравіше фауну атлантичного періоду віддзеркалюють купи харчових відходів культури Ертебелле в Данії і подібних культур в інших частинах Європи. Данія в цей час являла собою архіпелаг. Люди мешкали уздовж узбережжя, де в морях рясніла морська живність, на болотах - птахи, а в лісах було багато оленів, диких свиней і дрібної дичини.
Вищий рівень моря згладив ефект підводної токсичної зони Балтійського моря. У ньому буяли види, нині рідкісні - такі, як анчоус, Engraulis encrasicolus, і колючка триголкова, Gasterosteus aculeatus. Також водилися щука, прісноводний сиг, тріска і минь. Також у той час засвідчені три види тюленів: кільчаста нерпа, гренландський тюлень і сірий тюлень. Люди мезоліту полювали на них і на китів в естуаріях.
Птахи в основному були морськими: червоновола гагара (Gavia stellata), чорновола гагара (Gavia arctica) і північна олуша. Кучерявий пелікан (Pelecanus crispus), який зараз мешкає в південно-східній Європі, в той час жив в Данії. Глухар мешкав на лісистих територіях.
У лісовому запоні мешкали численні дрібні тварини - такі, як вивірка Sciurus vulgaris. Широко була розповсюджена водяна нічниця. На великих деревах і навколо них полювали лісовий кіт, лісова куниця, тхір (Mustela putorius) і вовк.
У підліску мешкали великі травоїдні тварини: благородний олень, сарна європейська, вепр. Не всі рівнинні тварини покинули свої місця після того, як рівнини виявилися покриті лісами. Багато хто з цих тварин продовжували мешкати на узліссях і луках - серед них були тур, предок сучасної великої рогатої худоби, а також дикий кінь. Коні на той час не були ще винищені в дикій природі, а їх область поширення не була ще обмежена рівнинами в східній Європі, на додаток, вони були поширені далеко не тільки на території індоєвропейських культур. На диких коней полювали, зокрема, носії культури Ертебелле, мешканці Паннонської рівнини тощо.

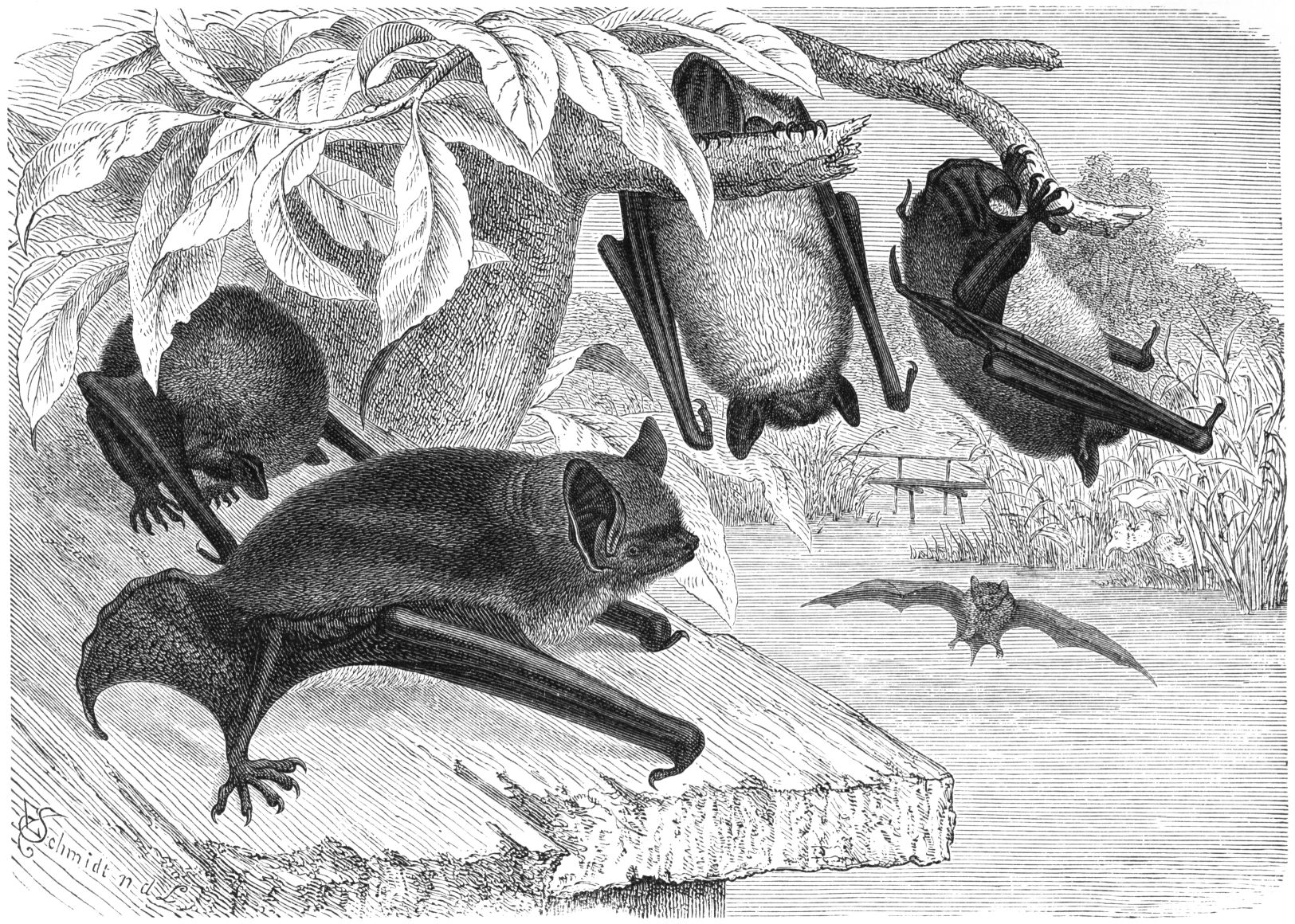
Водяна нічниця
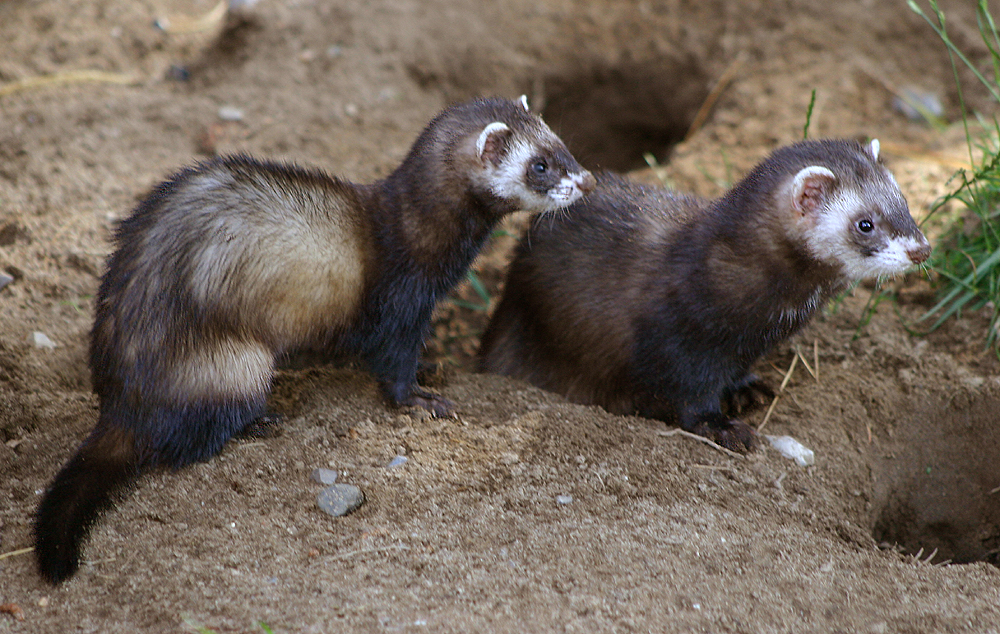
Тхір (Mustela putorius)
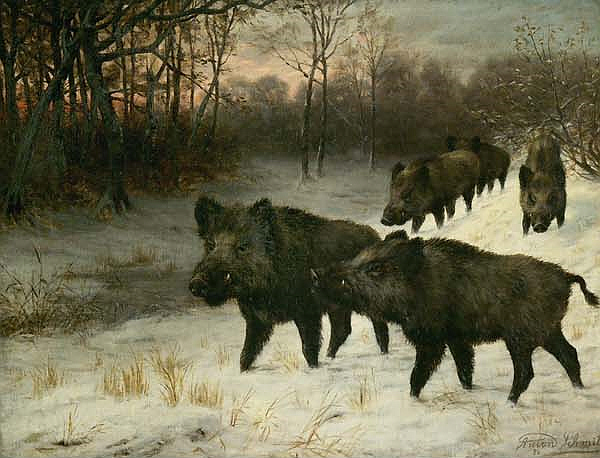
Вепр
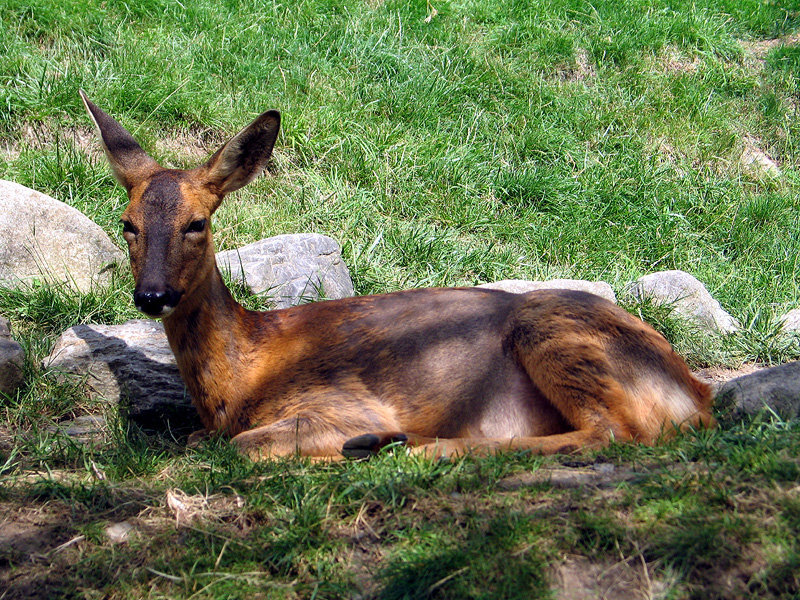
Сарна європейська
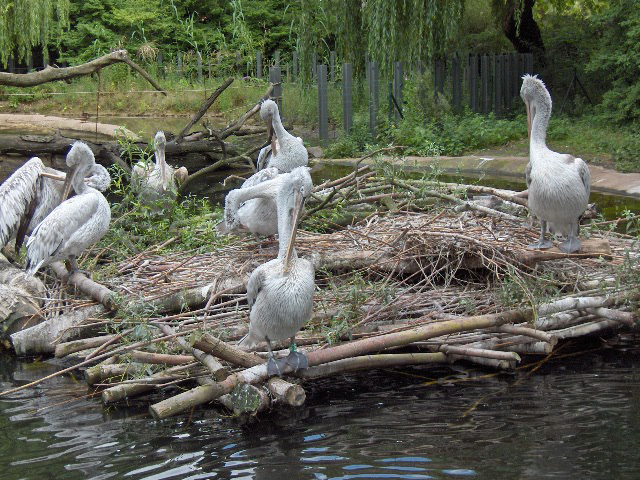
Кучерявий пелікан
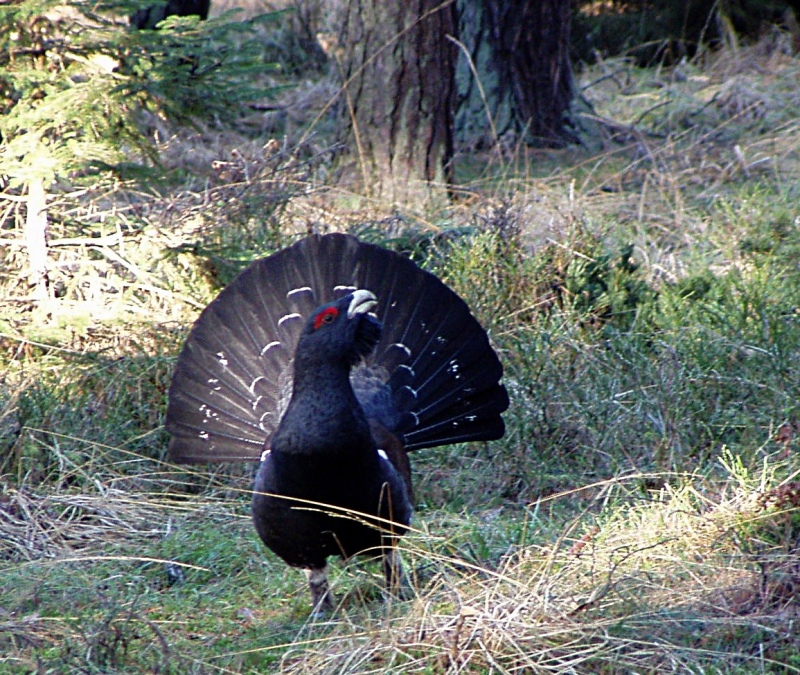
Глушець
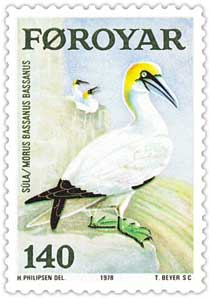
Олуша
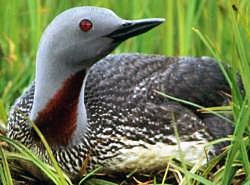
Gavia stellata
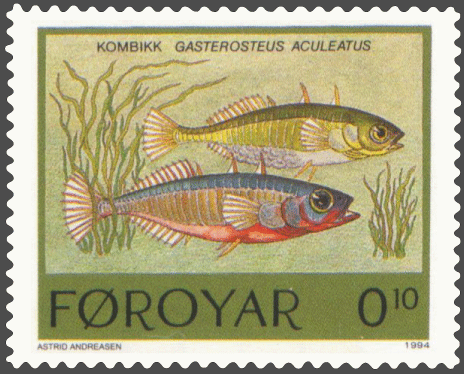
Gasterosteus aculeatus

## Археологія
У північній Європі, на відміну від південної і східної Європи, зберігалися мезолітичні культури. Культура Конгемозе (6400-5400 рр.. до н. е..) існувала вздовж морського і озерного узбережжя Данії. Пізніше через підйом вод Літорінового моря прибережні поселення культури Конгемозе були закинуті, і її змінила культура Ертебелле (5400-3900 рр.. до н. е..), чиї поселення розташовувалися щільніше вздовж узбережжя.
Північно-східна Європа в ранньому атлантичному періоді була безлюдною. Коли мезолітичні поселенці культури Сертуань з'явилися там в середньоатлантичному періоді близько 5000 р. до н. е.., у них вже була кераміка, і вони були більш осілими, ніж колишні мисливці і збирачі, проте як і раніше залежали від місцевої багатої фауни. Кераміка використовувалася в низов'ях Дону і Волги починаючи приблизно з 6000 р. до н. е..
У пізній атлантичний період культура Сертуань еволюціонує в культуру Рудня, чия кераміка нагадує кераміку нарвської і дніпро-донецької культур. Зазначені культури, хоча і використовували кераміку, в усьому іншому зберігали мезолітичний спосіб життя. Південніше культура лінійно-стрічкової кераміки почала поширюватися уздовж річок зі сходу в Центральну Європу, що призвело до помітної трансформації ландшафту. На схід від неї в степах самарська культура активно використовувала одомашненого коня.